# Rignano sull'Arno
Rignano sull'Arno är en ort och kommun i storstadsregionen Florens, innan den 31 december 2014 provinsen Florens, i regionen Toscana i Italien. Kommunen hade 8 639 invånare (2018).